# Trópico (película de 2020)
Trópico es una película dramática argentina de 2020 dirigida por Sabrina Farji. Narra la historia de una infectóloga que sospecha la posible mutación de un virus letal. Está protagonizada por Juana Viale, Mauricio Paniagua y Fabián Mazzei. La película se estrenó mundialmente el 22 de junio de 2020 en la sección Marché du Film del Festival de Cannes, mientras que su estreno en los cines de Argentina fue el 29 de octubre de 2020.

## Sinopsis
Tras la muerte de su pareja, Lena una médica infectóloga se instala en un pueblo del norte argentino, donde descubre que un laboratorio está experimentando con una vacuna que causa síntomas imposibles de curar en el medio de una epidemia por el dengue. A partir de esto, Lena cree que el virus podría estar mutando y a la vez se encuentra bajo la peligrosa mirada de la corporación que se encarga de realizar las pruebas ilegales.

## Elenco
- Juana Viale como Lena Morán
- Mauricio Paniagua como Mario Cardenal
- Fabián Mazzei como Gabriel Pardo
- Agustín Sullivan como José
- Matías Desiderio como Fredes
- Susana Varela como Alba
- Celeste Gerez como Mónica
- Joelle Levy Farji como Anita
- Andrea Bonelli como Carolle Bonet
- Valentina Brodsky como Irupé
- Elio Santander como Chamán
- Cristian Salguero como Médico de la salita
- Mercedes Burgos como Takua

## Recepción

### Comentarios de la crítica
La película recibió críticas mixtas por parte de la prensa. Juan Pablo Russo de Escribiendo cine manifestó que «Farji logra un film sólido narrativamente, de buena factura técnica, que resuelve con planos cerrados las limitaciones presupuestarias, y con una crítica social acorde a los tiempos que corren». Martín Beamurguia de Cine argentino hoy resaltó que la cinta está «nutrida de un anclaje actual, que abarca varias temáticas sanitarias, y propone mensajes de concientización» y «el elenco es uno de los puntos más altos». Marcelo Cafferata de Lúdico News expresó que «Trópico es una película completamente fallida, muy alejada del objetivo que se propone».

### Premios y nominaciones
| Lista de premios y nominaciones | Lista de premios y nominaciones            | Lista de premios y nominaciones | Lista de premios y nominaciones | Lista de premios y nominaciones | Lista de premios y nominaciones |
| Año                             | Organización                               | Categoría                       | Nominado/a(s)                   | Resultado                       | Ref(s)                          |
| ------------------------------- | ------------------------------------------ | ------------------------------- | ------------------------------- | ------------------------------- | ------------------------------- |
| 2020                            | Festival Internacional de Cine de Montreal | Mejor actriz                    | Juana Viale                     | Ganadora                        | [ 9 ]                           |
| 2021                            | Festival Internacional de Cine de la Mujer | Mejor largometraje              | Trópico                         | Nominado                        | [ 10 ]                          |